# PH

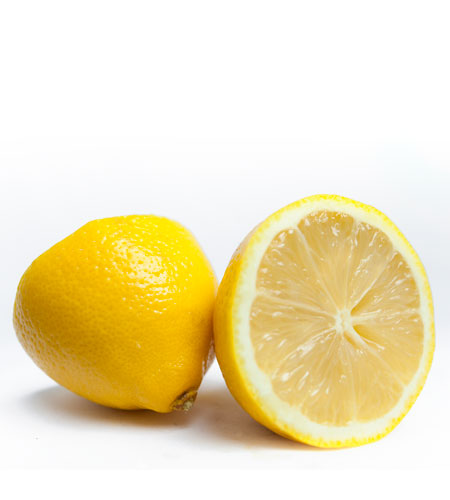
La llimona és una fruita àcida, pH ≈ 2,3

El pH és una mesura quantitativa de l'acidesa o basicitat d'una dissolució, que es determina per l'activitat dels cations oxoni, H₃O+, en dissolució. Es defineix com a menys el logaritme decimal de la dita activitat:
En les dissolucions diluïdes, que són les més habituals, l'activitat coincideix amb la concentració i l'expressió anterior es pot escriure:
El pH, en les dissolucions aquoses, té una escala que va del 0 al 14, en la qual el nombre 7 determina el pH neutre. Els valors inferiors a 7 indiquen acidesa (i més àcid com més petit és el nombre), i els superiors a 7 indiquen basicitat (més bàsic com més gran és el nombre). El pH s'utilitza per a evitar la manipulació de les xifres complexes que apareixen en expressar la concentració. Així, per exemple, si hom té una concentració [H₃O+] = 1,96 × 10–3 mol/l, s'obtindrà pH = 2,71.
Exemples de substàncies àcides, amb pH baix, són el suc de llimona, pH ≈ 2,3; el vinagre, 2,4 ≤ pH ≤ 3,4; o el suc gàstric, 1,0 ≤ pH ≤ 3,0. De substàncies amb pH alt, és a dir alcalines o bàsiques, hom pot citar els sabons, 9,0 ≤ pH ≤ 11,5; les dissolucions d'amoníac emprades per a netejar, pH ≈ 11,5; o el lleixiu; pH ≈ 12,5.

## Història

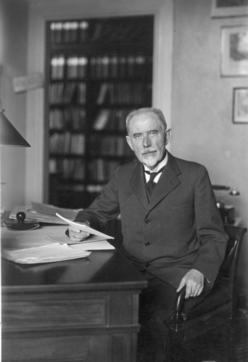
Søren Peter Lauritz Sørensen

El concepte de pH fou introduït pel químic danès Søren Peter Lauritz Sørensen del Laboratori Carlsberg el 1909, quan realitzava estudis sobre proteïnes, aminoàcids i enzims. Ideà una manera senzilla d'expressar l'àmplia variació de la concentració de cations hidrogen en les dissolucions, que pot variar des de més de 10 mol/l a menys de 10–15 mol/l. El definí com el logaritme decimal canviat de signe de la concentració de cations hidrogen, H+. Posteriorment es canvià el símbol inicial de Sørensen, PH, i per això s'utilitza actualment, pH. El símbol "pH" és un acrònim que significa el potencial de l'hidrogen, ja que el pH es pot mesurar a partir de mesures de potencials elèctrics en una cel·la electroquímica. Així per a una concentració de 10–2 mol/l, pH = 2.
El 1924 Sørensen i el seu col·laborador al Laboratori Carlsberg, el químic danès Kaj Ulrik Linderstrøm-Lang, proposaren que era més adient definir el pH en funció de l'activitat química:
on:
- {\displaystyle a_{\rm {H^{+}}}} és l'activitat en la dissolució dels cations H+.
- {\displaystyle m_{\rm {H^{+}}}} és la concentració dels cations H+ en la dissolució expressada en molalitat.
- {\displaystyle \gamma _{\rm {H^{+}}}} és el coeficient d'activitat, que relaciona molalitat amb activitat.

## Mesura del pH

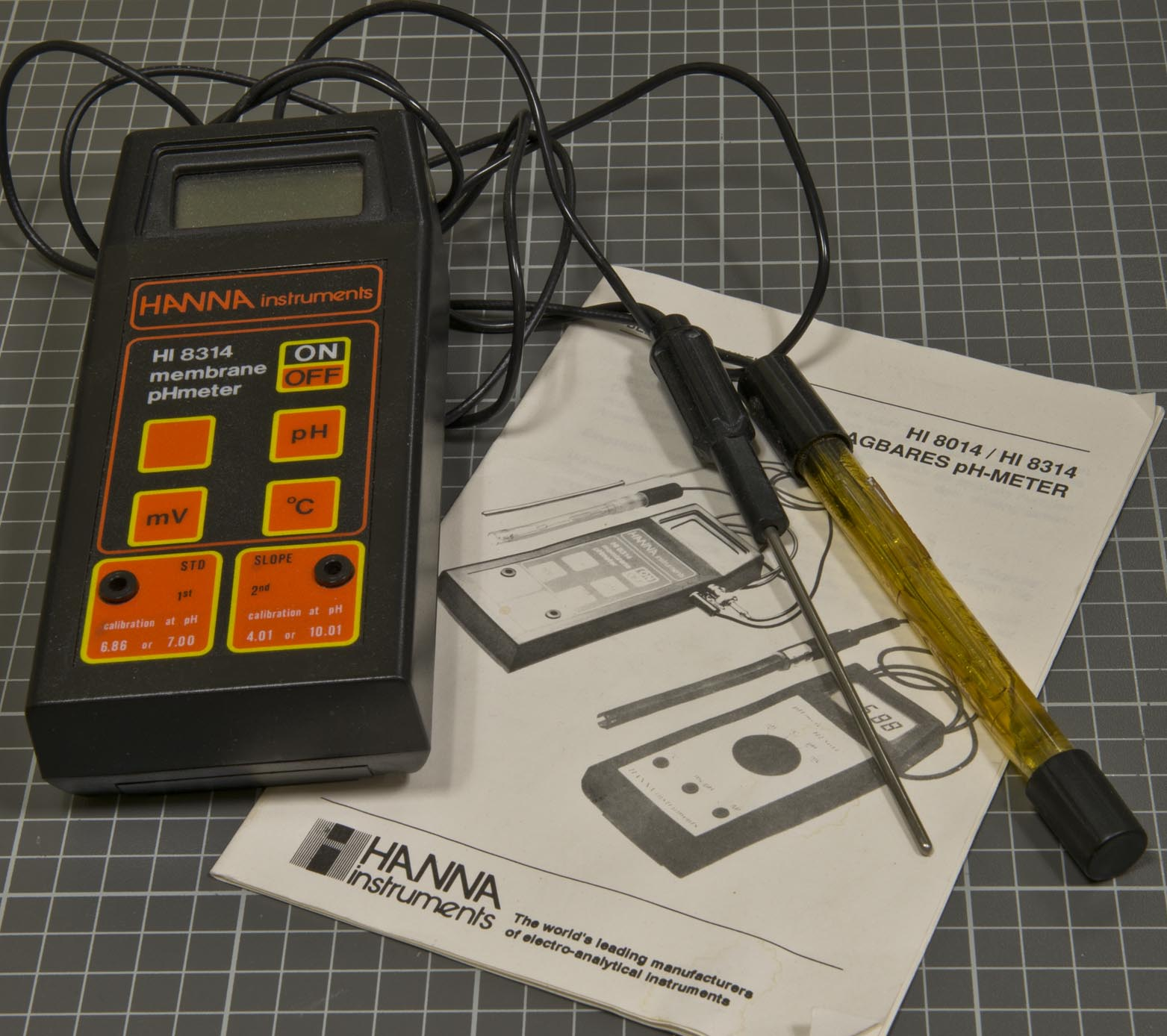
pH-metre amb l'elèctrode de vidre més l'elèctrode de referència i una sonda de temperatura

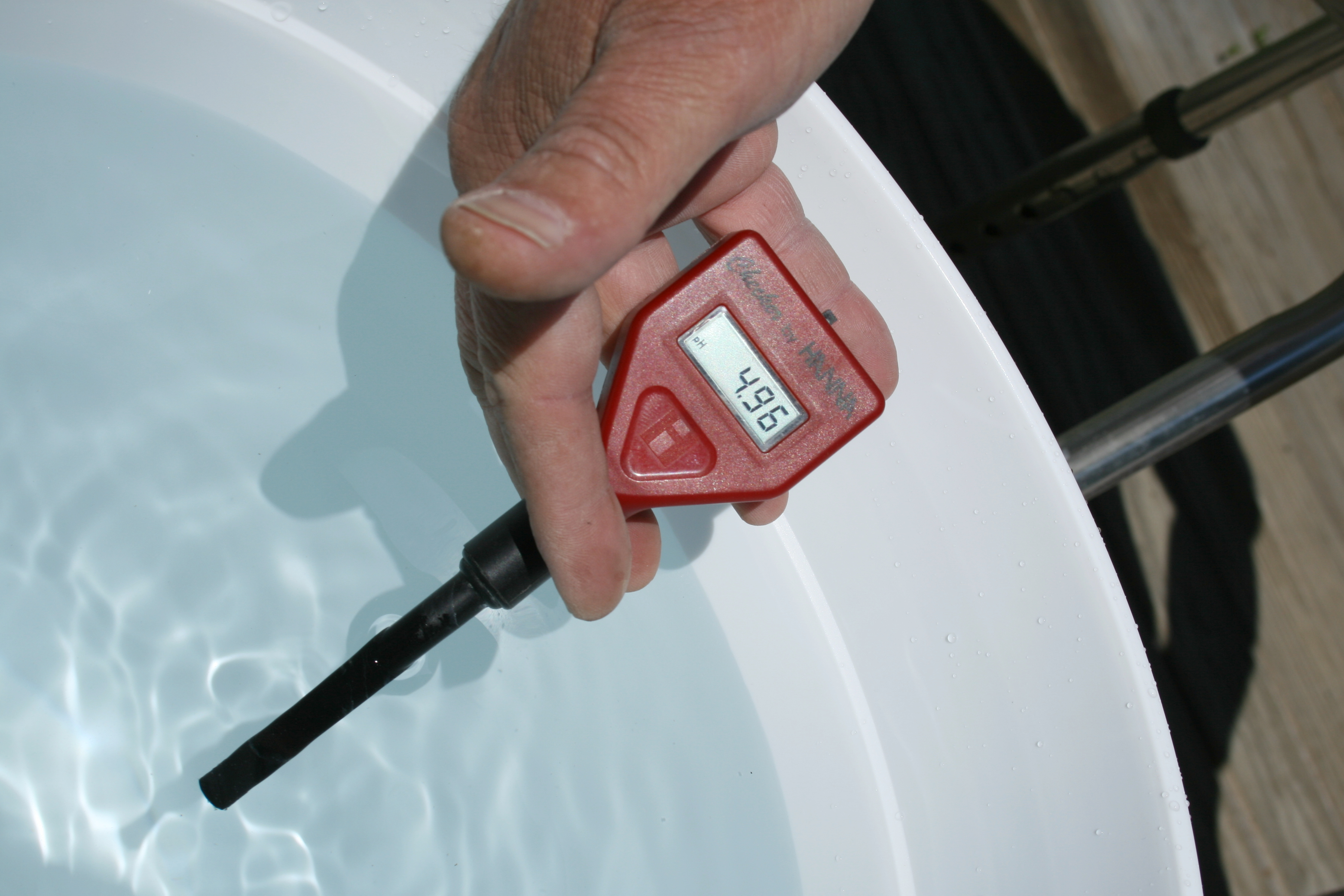
pH-metre de butxaca

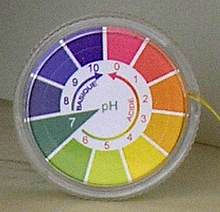
Paper indicador del pH en format rotllo de serpentina

La mesura precisa del pH es realitza utilitzant els pH-metres, potenciòmetres que disposen d'una cel·la electroquímica que es posa dins la dissolució de la qual se'n vol determinar el pH, i que conté un elèctrode de referència, habitualment un elèctrode de plata-clorur de plata, i un elèctrode de vidre, que és sensible a la concentració de cations H+. Malgrat que els pH-metres de millor qualitat són de taula, actualment es pot disposar de pH-metres de butxaca que permeten realitzar mesures de pH precises in situ.
Si no cal una mesura precisa del pH i només cal un valor aproximat, s'empren tires de paper indicador, les quals en contacte amb la dissolució que es vol analitzar canvien de color de forma gradual. D'aquesta manera, segons el color observat, per comparació amb una escala definida, hom té un valor aproximat del pH. Aquestes tires es fabriquen impregnant-les d'una mescla de diferents indicadors àcid-base, substàncies que canvien de color dintre d'un interval de valors de pH. Aquests tipus de mescles s'anomenen indicadors universals.
| Indicador                    | Color a pH baix | Interval de canvi | Color a pH alt |
| ---------------------------- | --------------- | ----------------- | -------------- |
| Blau de timol (1ª transició) | Vermell         | 1,2 – 2,8         | Groc           |
| Vermell de metil             | Vermell         | 4,4 – 6,2         | Groc           |
| Blau de bromotimol           | Groc            | 6,0 – 7,6         | Blau           |
| Blau de timol (2ª transició) | Groc            | 8,0 – 9,6         | Blau           |
| Fenolftaleïna                | Incolor         | 8,3 – 10,0        | Fúcsia         |

## Característiques de l'escala de pH
El pH es defineix com a menys el logaritme en base 10 de l'activitat en dissolució dels cations oxoni, H₃O+. Tanmateix en les condicions més habituals de treball l'activitat coincideix amb la concentració de la dissolució i, com que la diferència és negligible, es parla de concentracions.
L'escala de pH és una escala logarítmica, això significa que si tenim dues dissolucions que els seus pHs difereixen en una unitat, les seves concentracions seran una 10 vegades superior a l'altra en cations H₃O+. Si la diferència és de 3 unitats de pH, una de les dissolucions serà 1 000 vegades (103) més concentrada que l'altra. La concentració, o de forma més precisa l'activitat, es pot relacionar amb el pH amb la fórmula:
La definició de pH indica que és el menys logaritme de l'activitat; aquest menys implica que valors alts de pH signifiquen valors baixos de concentració, de cations oxoni, H₃O+. Les concentracions altes de cations oxoni donen valors de pH baixos. Per exemple:
El valor de pH = 7 indica que la dissolució és neutre. Aquest valor no és arbitrari, l'explicació cal cercar-la en l'autoionització de l'aigua i la seva constant d'equilibri, Kw. L'autoionització de l'aigua es descriu amb la següent equació:

Representació molecular de l'autoionització de l'aigua

Aquesta reacció química té una constant d'equilibri, Kc, que ve donada per:
Però com que la concentració d'aigua en aigua és constant i igual a 55,5 mol/l, la concentració d'aigua es pot multiplicar per la constant Kc i queda una nova constant, Kw, que s'anomena constant de dissociació de l'aigua i que val 10–14 a 25 °C.
Per a l'aigua neutra les concentracions de cations oxoni i anions hidroxil són iguals, i valen:
La dissolució neutra, per tant, té un pH = 7:
Habitualment es parla que l'escala de pH va de 0 a 14 unitats. Això és així perquè habitualment les dissolucions que s'estudien són dissolucions diluïdes que no superen les concentracions 1,0 mol/l d'àcid o de base. Si és l'àcid, tenim que el pH és:
Si és la base la que presenta una concentració 1,0 mol/l tenim que, amb la constant d'equilibri la concentració de cations oxoni és:
Si es determina el pH de dissolucions més concentrades que les indicades es poden trobar pHs amb valors negatius quan la dissolució és molt àcida, o superiors a 14 quan és molt alcalina. Tanmateix el fet de ser una escala logarítmica fa que hom no obtengui valors molt allunyats dels límits habituals.

### pOH

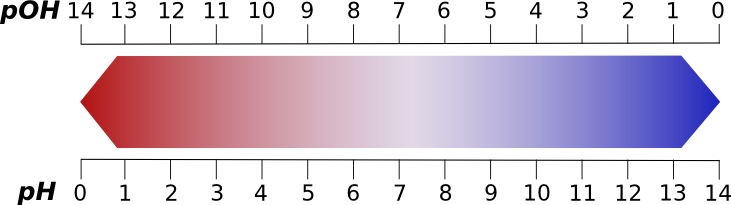
Escales de pOH i pH

Igual que es defineix el pH es defineix el pOH, menys el logaritme decimal de l'activitat dels anions hidroxil, OH-, que per a dissolucions diluïdes es pot posar en funció de la concentració en lloc de l'activitat:
A partir de l'equilibri d'autoionització de l'aigua i aplicant menys logaritmes s'obté la relació amb el pH:

### Escales en dissolvents no aquosos
L'escala de pH en aigua té valors des del zero al 14, però no passa igual quan el dissolvent no és aigua (àcids, bases, alcohols, hidrocarburs…). Si els dissolvents són àcids, l'escala es desplaça cap avall. Així per a l'àcid acètic, CH₃COOH, els valors van de –6 a –1 unitats; i per a l'àcid metanoic, HCOOH, de –9 a –2 unitats. Si els dissolvents són bases, l'escala es desplaça cap amunt respecte de la de l'aigua.
En els alcohols l'escala ocupa la mateixa zona que la de l'aigua, però ampliada cap avall i cap amunt. En el cas de l'etanol els valors de pH estan entre –4 i +16 unitats. En dissolvents no protònics, que no s'ionitzen, com ara l'acetona, l'escala s'amplia molt, i va de –5 a +10 unitats.

## Dissolucions amortidores
Les dissolucions amortidores són dissolució el pH de les quals varia molt poc per dilució o per addició de quantitats moderades d'àcids o de bases, àdhuc forts. També s'anomenen dissolucions tampó, i estan formades per un àcid dèbil i una de les seves sals, o per una base dèbil i una de les seves sals.

## El pH a la natura
La influència de la concentració de cations oxoni, H₃O+, en els processos químics i biològics que tenen lloc a la natura, desenvolupa un paper determinant; i és tan variada i extensa que afecta totes les funcions vitals dels éssers vius, des dels bacteris fins a l'ésser humà.
El valor del pH en les aigües minerals aptes per al consum humà oscil·la al voltant de pH = 7, entre 6,8 i 8,0; i depèn majoritàriament del seu contingut en diòxid de carboni dissolt en forma d'àcid carbònic, d'hidrogencarbonat i de carbonat. Quan la concentració d'àcid carbònic és elevada tenim aigües lleugerament àcides, mentre que si és baixa és lleugerament alcalina. L'aigua del brollador de Vichèi és una aigua àcida, amb un pH = 6,8, en el moment de sortir del brollador. Les aigües de rius solen tenir pHs lleugerament més alts que les minerals. L'aigua dels mars és lleugerament alcalina, la mar Mediterrània té un pH = 8,35; la mar del Nord entre 8,1 i 8,3; l'oceà Atlàntic 8,35 a la superfície i 7,87 a 3 000 m de fondària. A causa de l'increment de la concentració de diòxid de carboni, CO₂, en l'atmosfera per la combustió de combustibles fòssils (carbó, gas natural, petroli) en la indústria i el transport, durant el segle XX ha disminuït el pH mitjà de l'aigua dels oceans en 0,1 unitats i, es preveu que durant el segle xxi disminueixi 0,3-0,4 unitats més. Això és degut a la major dissolució del diòxid de carboni en l'aigua formant-se àcid carbònic, que es dissocia segons les equacions:
Les distintes espècies de bacteris tenen un creixement òptim estretament delimitat per un petit interval de pH. Per exemple el colibacil o Escherichia coli necessita un pH entre 4,8 i 8,8 (òptim entre 6,5 i 7,0); l'Streptococcus pneumoniae, causant de la pneumònia, creix en una zona de pH de 5,2 a 7,8, amb un valor òptim de 6,9; el Clostridium tetani, que causa la malaltia del tètanus, es desenvolupa a un pH entre 5,5 i 8,3, essent l'òptim al voltant de 7,3; el Yersinia pestis, causant de la pesta negra precisa un pH entre 5,6 i 7,5, amb un valor òptim de 6,8.
En el cos humà hom hi troba medis on el pH oscil·la dins un estret marge perquè hi hagi un correcte funcionament de les activitats vitals. Així la sang té un pH entre 7,35 i 7,45; i no pot superar el pH = 7,8. La sang té un pH extraordinàriament estable a causa dels sistemes amortidors que conté, entre els quals destaquen el dihidrogenfosfat/hidrogenfosfat, H₂PO₄-/HPO₄2-, i l'àcid carbònic/hidrogencarbonat, H₂CO₃/HCO₃-. La saliva té un pH òptim neutre i oscil·la entre 6,5 i 7,5. El suc gàstric té un pH molt àcid, entre 1,0 i 3,0, amb un valor òptim d'1,8. Aquests valors tan baixos permeten realitzar la funció digestiva alhora que destrueixen bacteris: per exemple els enterococs moren a un pH inferior a 2,4. També la pell té un pH àcid (3,5-4,0) que li confereix una acció desinfectant. El suc pancreàtic és alcalí, entre 8,5 i 8,9 unitats de pH. La bilis té un pH pràcticament neutre 6,8-7,0. A l'intestí el pH oscil·la entre 7,0 i 8,0. Les llàgrimes i la suor tenen un pH aproximadament de 7,2. El semen té un pH que va de 7,2 a 8,0 i els espermatozoides perden la seva mobilitat per sota de 6,0 i a més de 10,0 unitats. El fluix vaginal, en canvi, és àcid, entre 4,4 i 5,6 unitats de pH, la qual cosa evita l'entrada de gèrmens no habituals. L'orina té un pH que varia entre 4,8 i 8,4. La llet entre 6,6 i 7,6.
Les fruites tenen pHs variats però sempre són àcids. Entre les molt àcides (pH < 4) hom troba els cítrics: la llimona dolça té un pH 1,8-2,0; la llimona 2,2-2,4; i la taronja 3,0-4,0. I de les lleugerament àcides (pH > 4,5) hi ha les figues amb pH = 5,0 i els dàtils, entre 6,2 i 6,4, que són dels valors més alts que es poden trobar. Quant a verdures les olives verdes també són molt àcides, trobant-se valors entre 3,6 i 3,8; algunes verdures són àcides (4 < pH < 4,5) com la tomàtiga el qual pH oscil·la entre 4,0 i 4,4; i la majoria són lleugerament àcides: col, 5,1-5,3; patates, 5,4-5,8; xampinyons, 5,8-5,9; pèsols, 6,1-6,3.

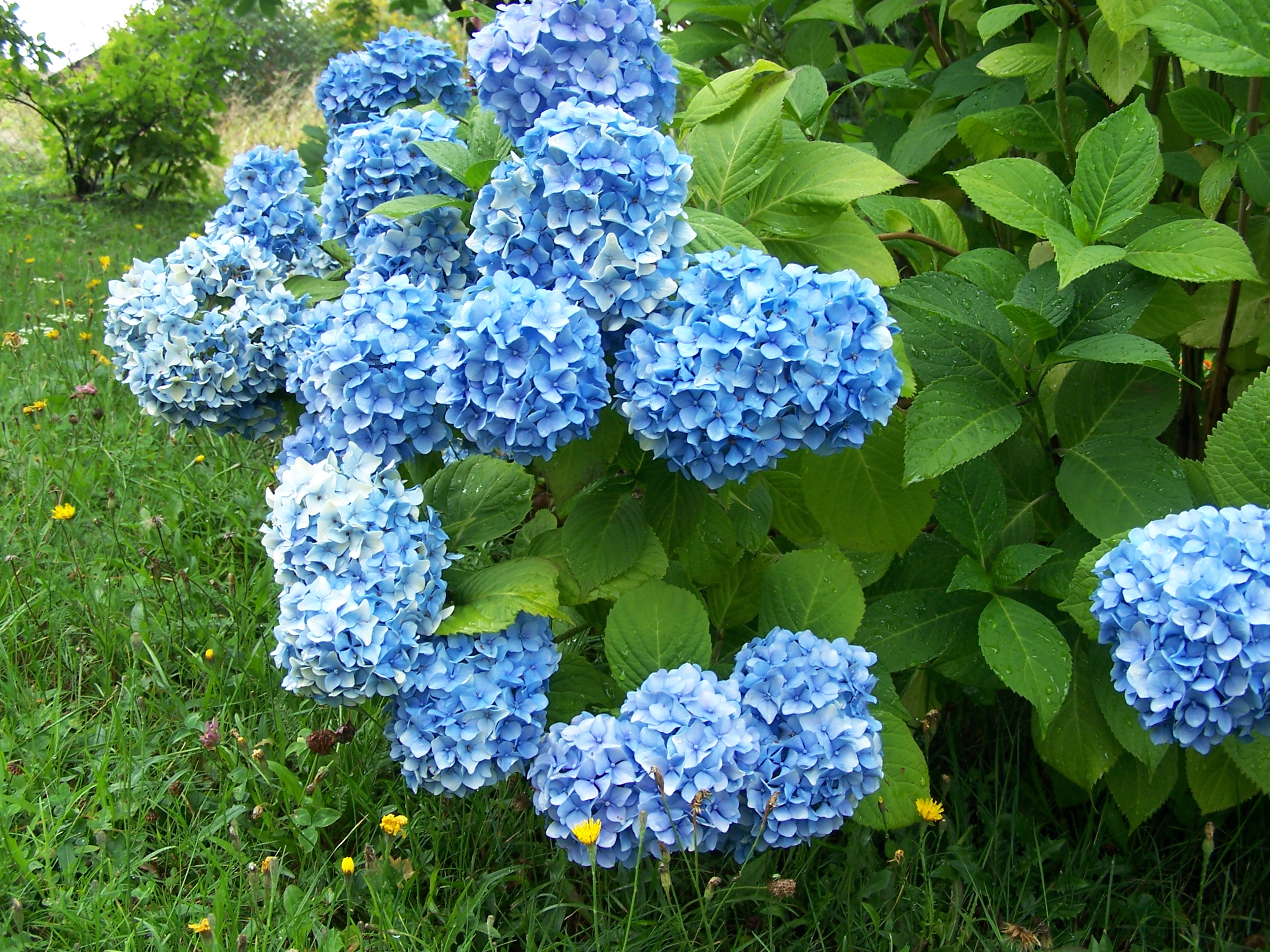
Flors d'hortènsia en sòl àcid
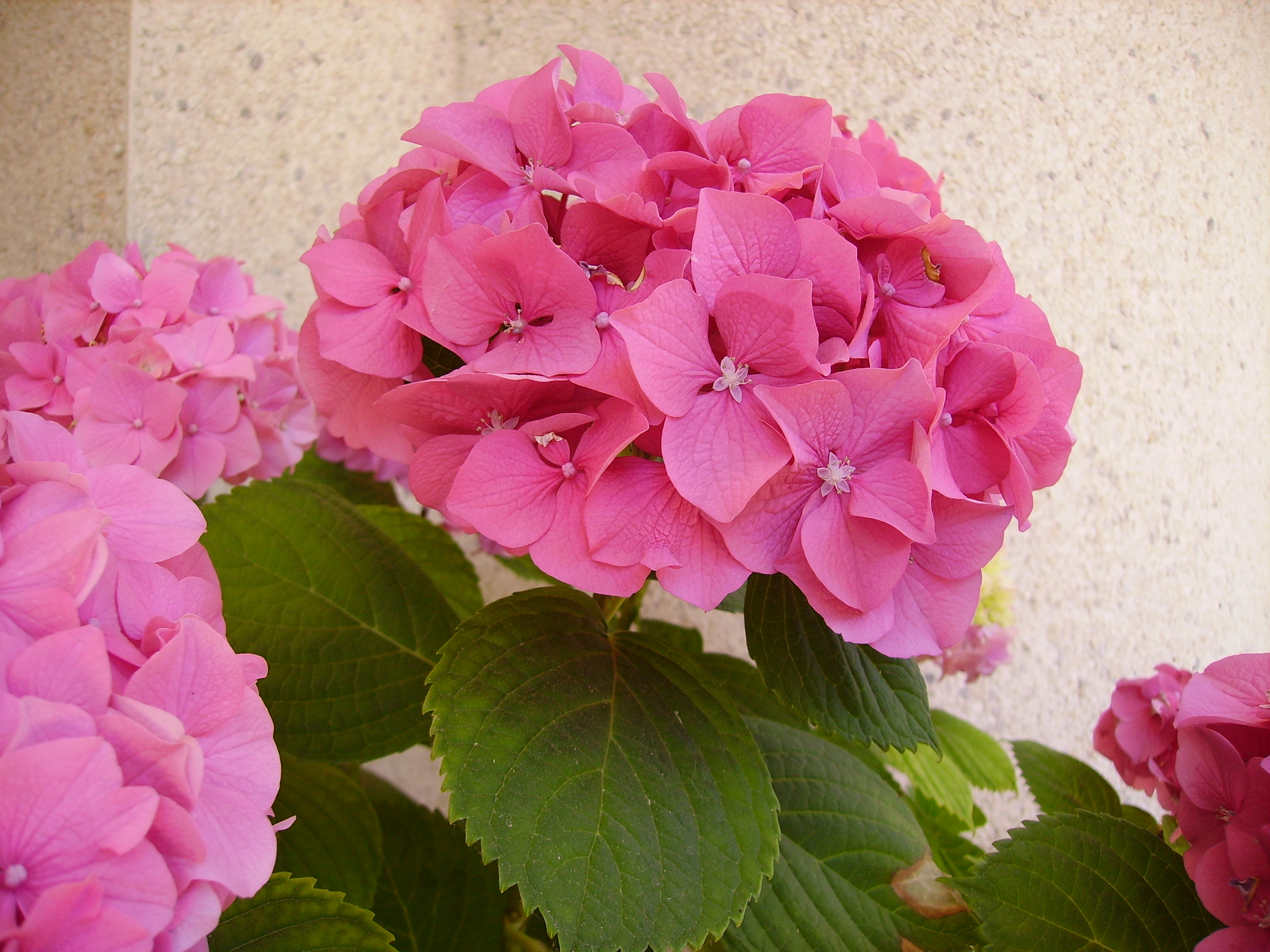
Flors d'hortènsia en sòl alcalí

Els vegetals necessiten per al seu bon desenvolupament terres amb pH que variïn, per regla general, en un petit interval de valors, la qual cosa s'ha de tenir en compte en l'agricultura si hom vol obtenir un bon rendiment en cultivar-los. Per exemple quant a les hortalisses les patateres requereixen un sòl lleugerament àcid, entre 5,0 i 6,0 unitats de pH; la pastanaga entre 5,0 i 5,5; els naps entre 6,3 i 6,8 i la remolatxa es desenvolupa òptimament si el pH és neutre o lleugerament alcalí, entre 7,0 i 7,5. Entre els cereals hom troba blat que necessita un terreny pràcticament neutre, entre 6,8 i 7,2; l'ordi també, entre 6,5 i 7,5; i el sègol el requereix lleugerament àcid entre 5,5 i 6,0. L'alfals pot créixer en sòls que poden arribar fins a pH = 8,0. Quant a les plantes ornamentals o de jardí l'hortènsia destaca per adaptar-se bé a terrenys amb pHs que van del 3,5 al 7,5, i es caracteritza per donar flors de diferents colors en funció del pH (color cel si el sòl és àcid, rosa si és alcalí). Les orquídies, contràriament a les hortènsies, requereixen un pH pràcticament de 5,0. Les roses, les dàlies, els gladiols creixen en sòls de pH entre 6,5 i 7,5.

## El pH a la indústria alimentària

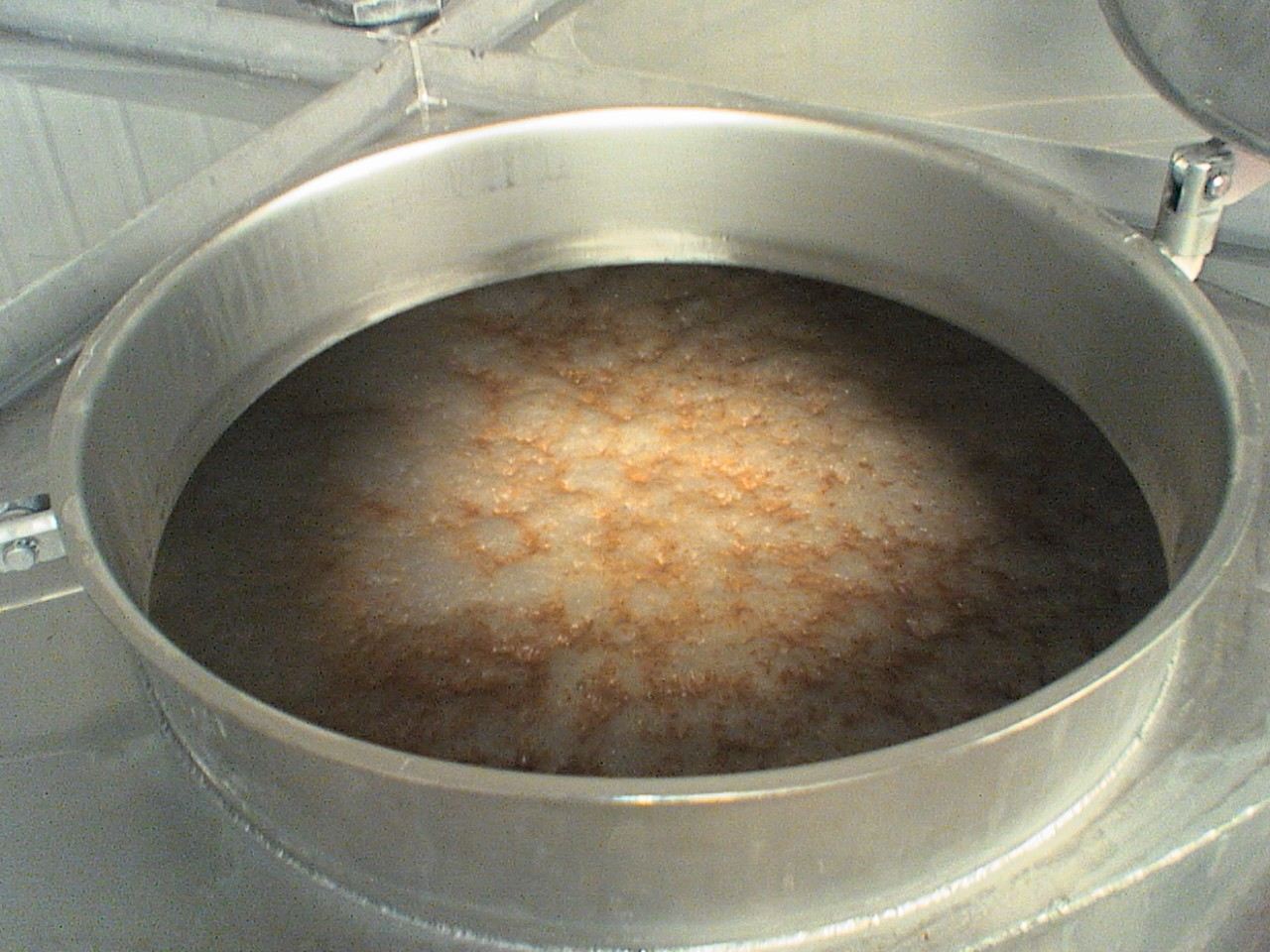
Fermentació de la cervesa

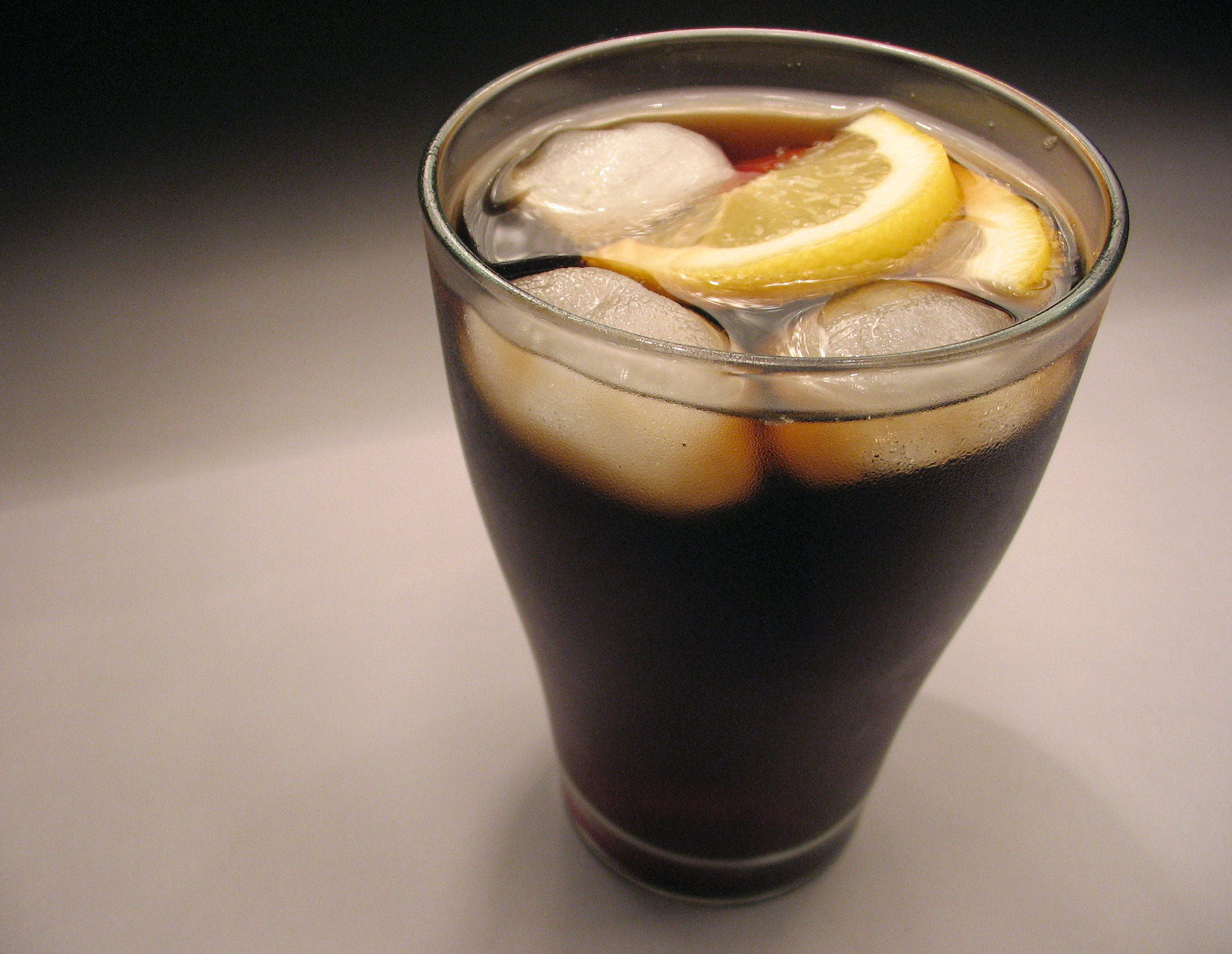
Les begudes de cola són àcides, pH = 2,37-2,81

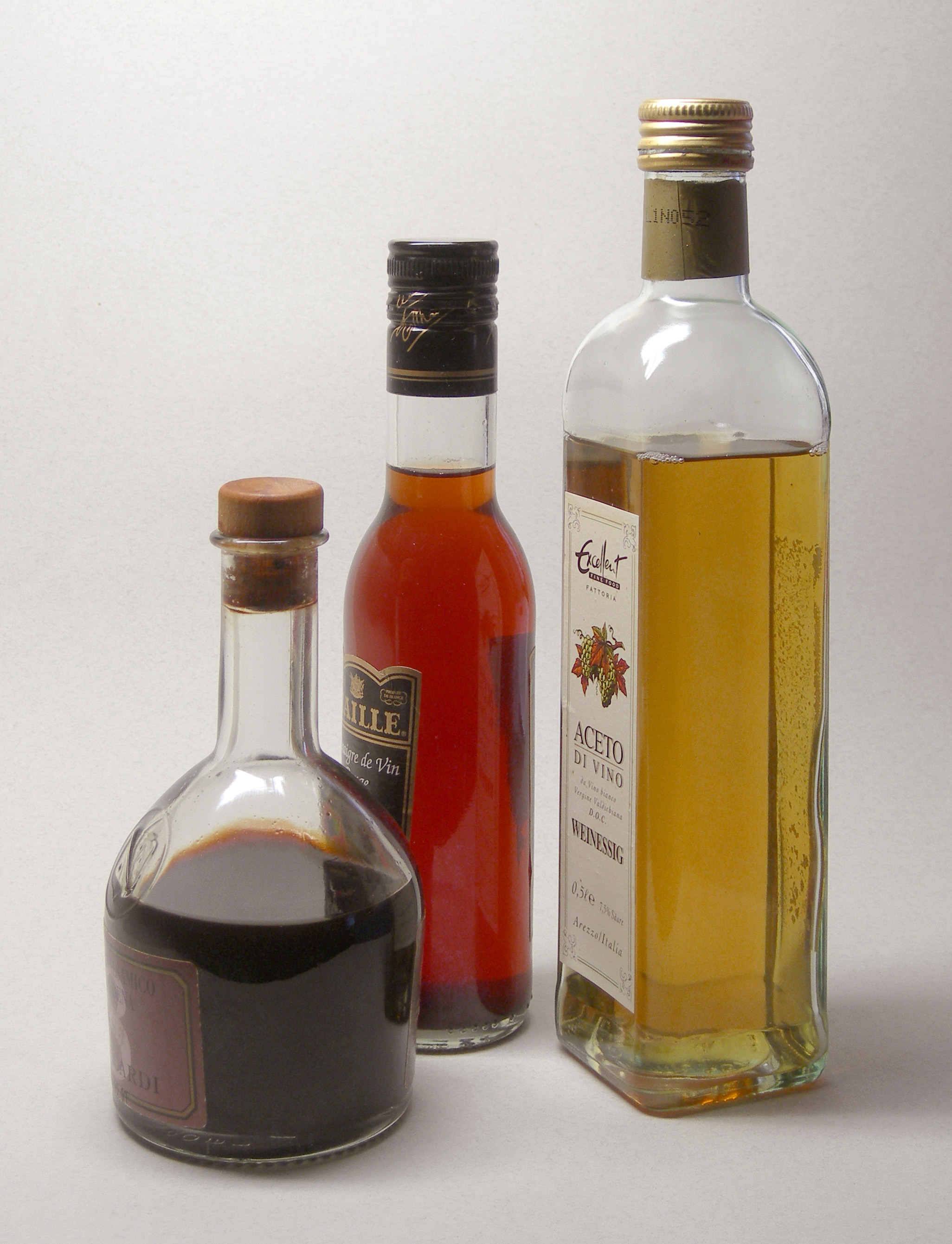
Els vinagres s'han utilitzat tradicionalment com a conservants d'aliments

A la indústria tots els processos que involucren reaccions químiques o activitat de microorganismes, són afectats pels valors del pH.
En l'elaboració de productes mitjançant fermentació (vi, cervesa, pa, etc.) és determinant treballar dins la zona de pH on els ferments creixen millor. En les cerveses el pH augmenta ràpidament començada la fermentació i se situa al voltant de pH = 4,5. Amb aquest pH l'activitat del llevat de la cervesa és òptima i s'impedeix la proliferació d'altres ferments i bacteris. També un pH lleugerament àcid facilita la conservació de la cervesa una vegada obtinguda: la pilsen té un pH entre 4,4 i 4,6, i en general les cerveses tenen un pH entre 3,4 i 4,9. Els vins també tenen pHs àcids, entre 2,8 i 3,8. Quant al pa, la massa ha de tenir un pH entre 4,5 i 5,5 i en fermentar-se ha d'estar entre 5,0 i 5,5. Mai ha de superar-se el pH = 6,0 perquè es desenvolupa el Bacillus subtilis que donaria lloc a la formació de fils, mala olor i mal gust del pa.
Les begudes refrescants són un producte de consum molt estès. El seu efecte refrescant es deu al seu contingut en diòxid de carboni que acidifica l'aigua i que es desprèn en forma de bombolles una vegada obert l'envàs. Com que la sensació refrescant es deu a l'acidesa també s'addicionen altres àcids, coma ara l'àcid fosfòric, l'àcid cítric, l'àcid màlic, l'àcid tàrtric o l'àcid ascòrbic; els quals incrementen el pH de les begudes. De mitjana aquestes begudes tenen un pH al voltant de 2,4. Les begudes de cola són les que el tenen més baix, entre 2,37 i 2,81; les begudes esportives el tenen més alt, semblant als sucs de fruita, i al voltant de pH 3,8. La llet, l'aigua mineral i les begudes de soja tenen un pH lleugerament alcalí.
La indústria lletera també depèn molt del pH. La llet de vaca té un pH entre 6,4 i 6,6, i una desviació indica adulteració o malaltia en la vaca. En la maduració dels formatges és important mantenir el pH més adient pel tipus de formatge que s'elabora. I l'acidesa exacta té una importància capital tant per al rendiment com per a la qualitat en l'obtenció de la mantega.
L'addició d'àcids és el mètode més antic per a la conservació d'aliments. Així s'aconsegueix un canvi de gust i la disminució del valor del pH. Els pHs baixos són nocius per a fongs i bacteris amb la qual cosa s'impedeix la seva proliferació allargant la durada de l'aliment. Amb aquesta finalitat, en la indústria alimentària s'empren diferents àcids, anomenats acidulants. Se'ls sol identificar amb un codi que comença per la lletra "E" seguida de tres xifres. Per exemple àcid acètic (E260), diòxid de carboni (E290), àcid succínic (E363), àcid fosfòric (E338) o àcid clorhídric (E507). També hi ha aliments que requereixen un pH concret per a mantenir les seves propietats, s'empren additius que s'anomenen reguladors de pH, per exemple fosfat de sodi (E339), malat de sodi (E350), tartrat de calci (E354) o àcid adípic

## El pH en altres indústries

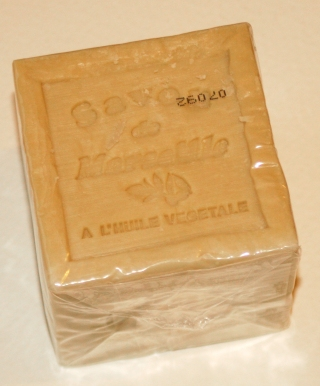
El sabó de Marsella dona dissolucions de pH 8,9

En la indústria química del galvanitzat el valor del pH dels banys galvanotècnic té una gran influència sobre l'aspecte i les propietats dels metalls que es dipositen. El pH més favorable depèn, per a cada cas, de la temperatura, la concentració i la densitat del corrent elèctric emprat. Per exemple per al niquelat s'empren dissolucions de pH = 5,5-6,0; el cromat es realitza en una dissolució d'àcid sulfúric amb un pH al voltant de 2,5-3,4.
En la indústria adobera els tractaments als quals se sotmet la pell al llarg de la seva preparació són una sèrie de processos que, quasi sense cap excepció, es desenvolupen sota la influència del valor del pH. Com a exemple la depilació es realitza amb dissolucions d'òxid de calci o calç a un pH alt sense superar el pH = 12,5. Posteriorment, s'ha de desencalar, eliminar la calç, la qual cosa s'assoleix a un pH = 3,5. Durant l'adobatge és quan és més important la regulació del pH. En el tractament amb crom s'inicia amb un tractament amb clorur de sodi i àcid clorhídric a pH = 2,5 i després se segueix amb un bany de sals de crom a pH 3,0-4,0.
La indústria dels detergents treballen amb materials alcalins. Per exemple els sabons donen dissolucions de pH entre 9,0 i 11,5. El pH és determinant en el poder detergent i en l'agressivitat del producte sobre la pell i les fibres. En la indústria dels cosmètics tots els productes que es preparen han de tenir en consideració el pH de la pell, entre 4,0 i 5,0, o dels cabells, per exemple.